# Géraud de Cordemoy

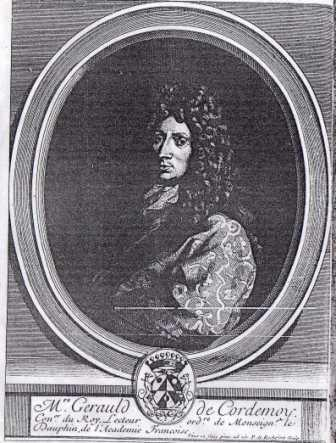
Géraud de Cordemoy (1626–1684)

Géraud de Cordemoy (* 6. Oktober 1626 in Paris; † 15. Oktober 1684 ebenda) war ein französischer Philosoph.
Er gilt als strenger Cartesianer und Vertreter des Okkasionalismus. Als solcher vertrat er auch den Atomismus und beeinflusste die französischen Philosophen des Materialismus.

## Leben
Als einziger Sohn des Pariser Universitätslehrers Géraud de Cordemoy und seiner Frau Nicole war er das dritte von vier Kindern. Im Alter von neun Jahren verlor er den Vater. Er studierte Jura und verdiente den Lebensunterhalt als Anwalt. Seit Anfang der 1660er Jahre besuchte er die philosophischen Zirkel in Paris und traf auf den Physiker Jacques Rohault, der ihn zu den ersten Schriften über das Leib-Seele Problem anregte. 1664 erschien der Discours de l’áction des corps (Diskurs über die Körperbewegungen), 1668 der Discours physique de la parole (Diskurs über die Physik des Sprechens), mit denen er berühmt wurde. Molière nahm ihn für die Figur des Philosophielehrers im Bourgeois Gentilhomme zum Vorbild.
Er arbeitete an einer Geschichte Frankreichs, die sein ältester Sohn Louis-Gérauld erst 1685–1689 vollenden und herausbringen konnte. De Cordemoy war seit 1675 Direktor der Académie française und Lehrer des späteren Königs Ludwig XV.

## Werke (Auswahl)
Einzelne Werke
- Discours de l’áction des corps. Jacques Le Gras, Paris 1664.
- Le Discernement du corps et de l’âme en six discours pour servir à l’eclaircissement de la physique. Paris 1666.
- Discours physique de la parole. Paris 1668.
- Copie d’une lettre ecrite à un sçavant religieux de la Compagnie de Jésus. Remy, Paris 1704 (Nachdr. d. Ausg. Paris 1668).
- A Philosophical Discourse Concerning Speech. Scholars’ Facsimiles & Reprints, Delmar, N.Y. 1972 (Nachdr. d. Ausg. 1668).
- Divers Traitez de metaphysique, d’histoire, et de politique. Paris 1691.
- Andreas Scheib (Hrsg.): Ausgewählte Texte zum Leib-Seele-Problem. Klostermann, Frankfurt/M. 2003, ISBN 978-3-465-03248-9.

Werkausgaben
- Pierre Clair, François Girbal: (Hrsg.): Œuvres philosophiques. Presses Universitaires de France, Paris 1968.